# Poslední magnát
Poslední magnát (v anglickém originále The Last Tycoon) je americký dramatický film z roku 1976. Režisérem filmu je Elia Kazan. Hlavní role ve filmu ztvárnili Robert De Niro, Tony Curtis, Robert Mitchum, Jeanne Moreau a Jack Nicholson.

## Ocenění
Film byl nominován na Oscara v kategorii nejlepší výprava.

## Obsazení
| Robert De Niro   | Monroe Stahr   |
| Tony Curtis      | Rodriguez      |
| Robert Mitchum   | Pat Brady      |
| Jeanne Moreau    | Didi           |
| Jack Nicholson   | Brimmer        |
| Donald Pleasence | Boxley         |
| Ray Milland      | Fleishacker    |
| Dana Andrews     | Red Ridingwood |
| Anjelica Huston  | Edna           |